# Ludowici
Ludowici è una city degli Stati Uniti d'America, capoluogo della Contea di Long in Georgia.